# يوليوس بيرغر (شركة)
يوليوس بيرغر (بالإنجليزية: Julius Berger)‏ هي شركة إنشاءات نيجيرية، يقع مقرها الرئيسي في أبوجا، ولها مواقع دائمة إضافية في لاغوس وأويو.
الشركة تقدم خدمات شاملة تغطي التخطيط والتصميم والهندسة والبناء وتشغيل وصيانة المباني والبنية التحتية ومشاريع الصناعة في نيجيريا.
يتم تمثيل الشركة في جميع أنحاء نيجيريا في أعمال الهندسة الإنشائية والبنية التحتية، وفي جنوب نيجيريا من خلال مشاريع صناعة النفط والغاز المحلية والدولية. وهي معروفة ببناء معظم البنية التحتية في نيجيريا، والطرق السريعة الرئيسية، وحتى بعض المباني السكنية لمقر شركة شيفرون نيجيريا في لاغوس.
وقد تم إدراج الشركة في البورصة النيجيرية منذ عام 1991. تعتبر أعمال البناء التي تقوم بها الشركة هي قلب مجموعة يوليوس بيرغر. مع 18000 موظف من ما يقرب من 40 دولة وعملاء من كل من نيجيريا وصناعة النفط والغاز العالمية.